# 黃思敬
黃思敬（1371年—？），字公儼，浙江湖州府歸安縣人，民籍，明朝政治人物。進士出身。

## 生平
國子生，應天府鄉試第二十三名。建文二年（1400年）庚辰科會試第三十三名，殿試登進士三甲。

## 家族
曾祖黃爵、祖父黃齒，父亲黃德。